# 누르만아비아
누르만아비아(Nurman Avia)는 인도네시아 자카르타에 위치한 항공사였다. 자카르타 수카르노 하타 국제공항 밖에서 승객과 화물 전세 부문을 운영했다.

## 역사
이 항공사는 1997년 헤비리프트 인도네시아(HeavyLift Indonesia)의 자매 기업으로 설립되었으며 Bouraq Indonesia Airlines와 셈파티에어(Sempati Air)를 대신하여 화물 전세기를 운영했다. 2007년 이 항공사는 문을 닫았다.

## 항공기
2007년 3월 기준으로 누르만아비아는 다음 항공기를 포함하였다:
1. 포커 F28 Mk4000